# Dave Dobbyn

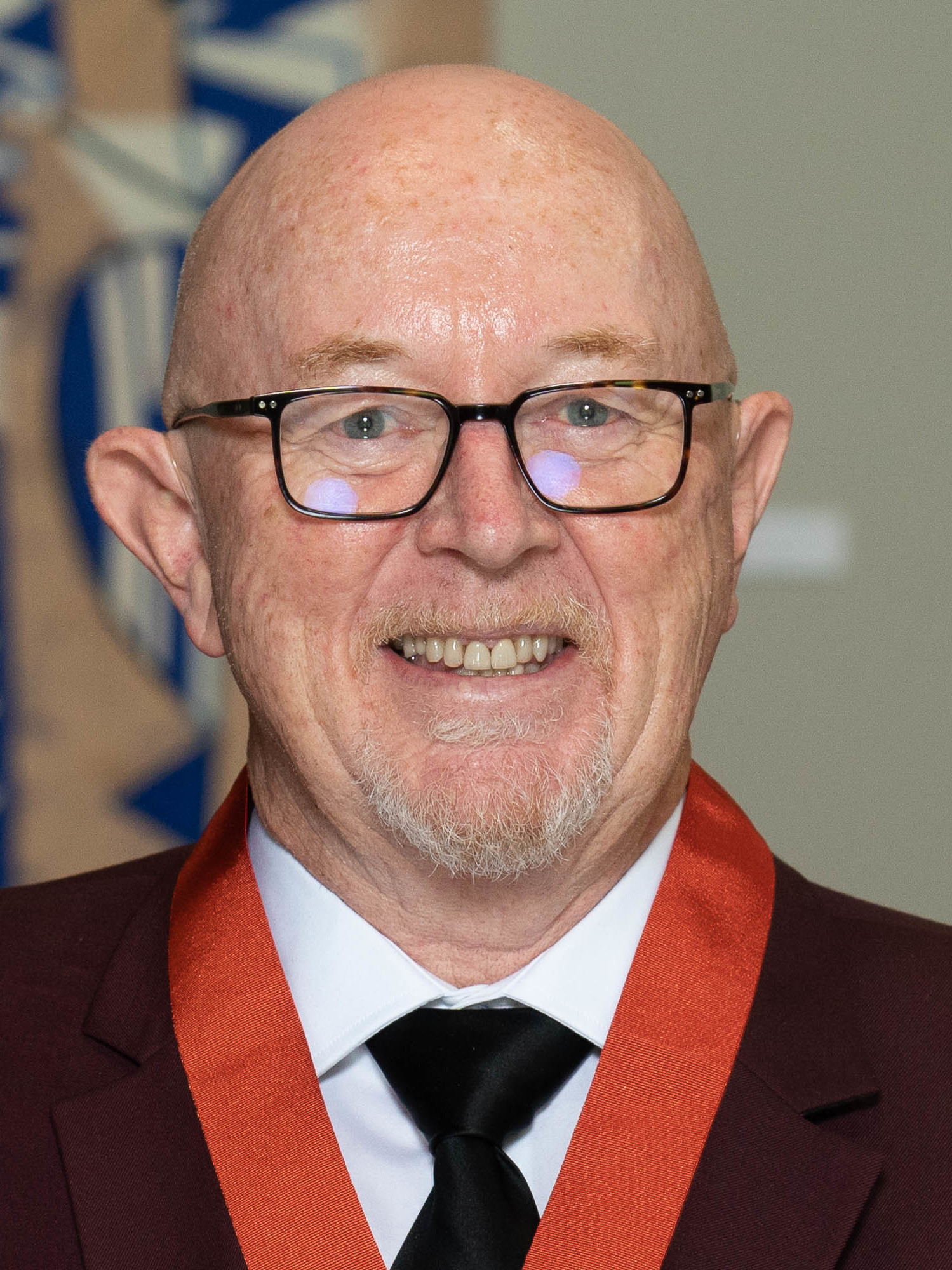
Dave Dobbyn in 2021

Dave Dobbyn (3 januari 1957) is een Nieuw-Zeelands muzikant, zanger, liedjesschrijver, en platenproducer die voornamelijk in zijn moederland bekend is. Zijn eerste succes was met de band Th'Dudes, die hij vormde toen hij nog op school zat. De hit Be Mine Tonight won Single van het jaar in 1979 in Nieuw-Zeeland.
Nadat Th'Dudes uit elkaar gevallen waren, richtte hij DD Smash op, en had een aantal hitsingles in de jaren tachtig, waaronder Devil you know en Whaling. Hij schreef daarna de muziek voor de animatiefilm Footrot Flats (naar aanleiding van een stripverhaal) in 1985, en had nog twee hits met Slice of heaven en Oughta be in love.
Tussen 1988 en 2003 heeft hij zes soloalbums en een verzamelalbum uitgebracht, en hij kreeg een Lifetime Achievement Award tijdens de 2001 uitreiking van de New Zealand Music Awards, de nationale muziekprijs.
Hij heeft ook getoerd met Bic Runga en Tim Finn, en een livealbum, Together in Concert is uitgebracht in 2000.

## Discografie
- Soundtrack: Footrot Flats (1986)
- Loyal (1988)
- Dave Dobbyn Collection (1993)
- Lament For The Numb (1993)
- Twist (1994) (Produced by Neil Finn)
- The Islander (1998)
- Overnight Success (1999)
- Hopetown (2000)
- Available Light (2005)

- International Standard Name Identifier: 0000 0000 6654 2209
- Library of Congress Control Number: n2003082812
- MusicBrainz: 47f67b22-affe-4fe1-9d25-853d69bc0ee3
- Museum of New Zealand Te Papa Tongarewa: 29696
- Virtual International Authority File: 36294638
- WorldCat: E39PBJh8VPxyHrtpGH7cvhfKBP